# Sveriges herrlandslag i rugby league
Sveriges herrlandslag i rugby league representerar Sverige i rugby league på herrsidan.

## Historia
Rugby league introducerades i Sverige 2008 av Scott Edwards. Första tävlingsmatchen var Scandinavian Nines Tournament, med Spartacus Reds i Göteborg som arrangör i april 2010.  Efter succén skapades en liga 2011 med tre lag, Borås Ravens, Spartacus Reds och Gothenburg Lions.
Sverige spelade sin första landskamp den 30 oktober 2008, då det blev 20-20 mot Norge. Robin Larsson var först att göra poäng för svenskarna.